# Alan Bruce Blaxland
Alan Bruce Blaxland, britanski general, * 17. oktober 1892, † 2. september 1963.